# Giải vô địch bóng đá châu Âu 2024 (Bảng F)
Bảng F của giải vô địch bóng đá châu Âu 2024 diễn ra từ ngày 18 đến ngày 26 tháng 6 năm 2024, bao gồm các đội Thổ Nhĩ Kỳ, Gruzia, Bồ Đào Nha và Cộng hòa Séc.

## Các đội tuyển
| Nhóm | Đội tuyển    | Nhóm hạt giống | Tư cách qua vòng loại  | Số lần tham dự | Lần tham dự gần đây nhất | Thành tích tốt nhất | Xếp hạng UEFA Tháng 11, 2023 | Xếp hạng FIFA Tháng 6, 2024 |
| ---- | ------------ | -------------- | ---------------------- | -------------- | ------------------------ | ------------------- | ---------------------------- | --------------------------- |
| F1   | Thổ Nhĩ Kỳ   | 2              | Nhất bảng D            | 6              | 2020                     | Bán kết (2008)      | 7                            |                             |
| F2   | Gruzia       | 4              | Thắng nhánh C play-off | 1              |                          |                     | -                            |                             |
| F3   | Bồ Đào Nha   | 1              | Nhất bảng C            | 9              | 2020                     | Vô địch (2016)      | 1                            |                             |
| F4   | Cộng hòa Séc | 3              | Nhì bảng J             | 11             | 2020                     | Vô địch (1976)      | 17                           |                             |

Ghi chú
1. ↑  Bảng xếp hạng FIFA khu vực châu Âu vào tháng 11 năm 2023 được sử dụng trước khi bốc thăm vòng bảng
2. ↑  Từ 1960 đến 1980, Cộng hòa Séc tham dự với tên gọi là Tiệp Khắc

## Bảng xếp hạng
| VT | Đội          | ST | T | H | B | BT | BB | HS | Đ | Giành quyền tham dự                 |
| -- | ------------ | -- | - | - | - | -- | -- | -- | - | ----------------------------------- |
| 1  | Bồ Đào Nha   | 3  | 2 | 0 | 1 | 5  | 3  | +2 | 6 | Đi tiếp vào vòng đấu loại trực tiếp |
| 2  | Thổ Nhĩ Kỳ   | 3  | 2 | 0 | 1 | 5  | 5  | 0  | 6 | Đi tiếp vào vòng đấu loại trực tiếp |
| 3  | Gruzia       | 3  | 1 | 1 | 1 | 4  | 4  | 0  | 4 | Đi tiếp vào vòng đấu loại trực tiếp |
| 4  | Cộng hòa Séc | 3  | 0 | 1 | 2 | 3  | 5  | −2 | 1 |                                     |

1. 1 2  Kết quả đối đầu: Thổ Nhĩ Kỳ 0–3 Bồ Đào Nha.

Ở vòng 16 đội:
- Đội đứng nhất bảng F, Bồ Đào Nha, sẽ gặp đội đứng ba bảng C, Slovenia.
- Đội đứng nhì bảng F, Thổ Nhĩ Kỳ, sẽ gặp đội đứng nhất bảng D, Áo.
- Đội đứng ba bảng F, Gruzia, sẽ gặp đội đứng nhất bảng B, Tây Ban Nha.

## Các trận đấu

### Thổ Nhĩ Kỳ vs Gruzia
| Thổ Nhĩ Kỳ                                  | 3–1      | Gruzia           |
| ------------------------------------------- | -------- | ---------------- |
| - Müldür 25' - Güler 65' - Aktürkoğlu 90+7' | Chi tiết | - Mikautadze 32' |

| Thổ Nhĩ Kỳ | Gruzia |

| TM                | 1  | Mert Günok           |     |       |
| HV                | 18 | Mert Müldür          |     | 85'   |
| HV                | 4  | Samet Akaydin        |     |       |
| HV                | 14 | Abdülkerim Bardakcı  | 35' |       |
| HV                | 20 | Ferdi Kadıoğlu       |     |       |
| TV                | 22 | Kaan Ayhan           |     | 79'   |
| TV                | 10 | Hakan Çalhanoğlu (c) | 89' | 90+2' |
| TV                | 8  | Arda Güler           |     | 79'   |
| TV                | 6  | Orkun Kökçü          |     |       |
| TV                | 19 | Kenan Yıldız         |     | 85'   |
| TĐ                | 21 | Barış Alper Yılmaz   |     |       |
| Thay người:       |    |                      |     |       |
| TV                | 11 | Yusuf Yazıcı         |     | 79'   |
| HV                | 3  | Merih Demiral        |     | 79'   |
| TĐ                | 7  | Kerem Aktürkoğlu     |     | 85'   |
| HV                | 2  | Zeki Çelik           |     | 85'   |
| TV                | 15 | Salih Özcan          |     | 90+2' |
| Huấn luyện viên:  |    |                      |     |       |
| Vincenzo Montella |    |                      |     |       |

| TM               | 25 | Giorgi Mamardashvili  |     |     |
| HV               | 5  | Solomon Kvirkvelia    | 55' | 85' |
| HV               | 4  | Guram Kashia (c)      |     |     |
| HV               | 3  | Lasha Dvali           |     |     |
| HV               | 2  | Otar Kakabadze        |     |     |
| HV               | 21 | Giorgi Tsitaishvili   |     | 74' |
| TV               | 6  | Giorgi Kochorashvili  |     |     |
| TV               | 20 | Anzor Mekvabishvili   |     | 89' |
| TV               | 10 | Giorgi Chakvetadze    |     | 74' |
| TĐ               | 22 | Georges Mikautadze    |     |     |
| TĐ               | 7  | Khvicha Kvaratskhelia |     |     |
| Thay người:      |    |                       |     |     |
| TV               | 9  | Zuriko Davitashvili   |     | 74' |
| HV               | 14 | Luka Lochoshvili      |     | 74' |
| TĐ               | 8  | Budu Zivzivadze       |     | 85' |
| TV               | 18 | Sandro Altunashvili   |     | 89' |
| Huấn luyện viên: |    |                       |     |     |
| Willy Sagnol     |    |                       |     |     |

| Cầu thủ xuất sắc nhất trận: Arda Guler (Thổ Nhĩ Kỳ) Trợ lý trọng tài: Gabriel Chade (Argentina) Ezequiel Brailovsky (Argentina) Trọng tài bàn: Donatas Rumšas (Litva) Trọng tài dự phòng: Aleksandr Radiuš (Litva) Trợ lý trọng tài video: Alejandro Hernández Hernández (Tây Ban Nha) Trợ lý tổ trợ lý trọng tài video: Juan Martínez Munuera (Tây Ban Nha) David Coote (Anh) |

### Bồ Đào Nha vs Cộng hòa Séc
| Bồ Đào Nha                            | 2–1      | Cộng hòa Séc |
| ------------------------------------- | -------- | ------------ |
| - Hranáč 69' (l.n.) - Conceição 90+2' | Chi tiết | - Provod 62' |

| Bồ Đào Nha | Cộng hòa Séc |

| TM               | 22 | Diogo Costa           |       |     |
| HV               | 5  | Diogo Dalot           |       | 63' |
| HV               | 3  | Pepe                  |       |     |
| HV               | 4  | Rúben Dias            |       |     |
| TV               | 10 | Bernardo Silva        |       |     |
| TV               | 8  | Bruno Fernandes       |       |     |
| TV               | 23 | Vitinha               |       | 90' |
| TV               | 20 | João Cancelo          |       | 90' |
| TV               | 19 | Nuno Mendes           |       | 90' |
| TĐ               | 7  | Cristiano Ronaldo (c) |       |     |
| TĐ               | 17 | Rafael Leão           | 39'   | 63' |
| Thay người:      |    |                       |       |     |
| TĐ               | 21 | Diogo Jota            |       | 63' |
| HV               | 14 | Gonçalo Inácio        |       | 63' |
| TĐ               | 26 | Francisco Conceição   | 90+3' | 90' |
| HV               | 2  | Nélson Semedo         |       | 90' |
| TV               | 25 | Pedro Neto            |       | 90' |
| Huấn luyện viên: |    |                       |       |     |
| Roberto Martínez |    |                       |       |     |

| TM               | 1  | Jindřich Staněk  |     |       |
| HV               | 3  | Tomáš Holeš      |     | 90+3' |
| HV               | 4  | Robin Hranáč     |     |       |
| HV               | 18 | Ladislav Krejčí  |     |       |
| TV               | 22 | Tomáš Souček (c) |     |       |
| TV               | 5  | Vladimír Coufal  |     |       |
| TV               | 12 | David Douděra    |     |       |
| TV               | 25 | Pavel Šulc       |     | 79'   |
| TV               | 14 | Lukáš Provod     |     | 79'   |
| TĐ               | 11 | Jan Kuchta       |     | 60'   |
| TĐ               | 10 | Patrik Schick    | 57' | 60'   |
| Thay người:      |    |                  |     |       |
| TV               | 20 | Ondřej Lingr     |     | 60'   |
| TĐ               | 13 | Mojmír Chytil    |     | 60'   |
| TV               | 7  | Antonín Barák    |     | 79'   |
| TV               | 8  | Petr Ševčík      |     | 79'   |
| TĐ               | 19 | Tomáš Chorý      |     | 90+3' |
| Huấn luyện viên: |    |                  |     |       |
| Ivan Hašek       |    |                  |     |       |

| Cầu thủ xuất sắc nhất trận: Vitinha (Bồ Đào Nha) Trợ lý trọng tài: Filippo Meli (Ý) Giorgio Peretti (Ý) Trọng tài bàn: Rade Obrenović (Slovenia) Trọng tài dự phòng: Jure Praprotnik (Slovenia) Trợ lý trọng tài video: Massimiliano Irrati (Ý) Trợ lý tổ trợ lý trọng tài video: Paolo Valeri (Ý) Fedayi San (Thụy Sĩ) |

### Gruzia vs Cộng hòa Séc
| Gruzia                     | 1–1      | Cộng hòa Séc |
| -------------------------- | -------- | ------------ |
| - Mikautadze 45+4' (ph.đ.) | Chi tiết | - Schick 59' |

| Gruzia | Cộng hòa Séc |

| TM               | 25 | Giorgi Mamardashvili  |       |     |
| HV               | 5  | Solomon Kvirkvelia    |       | 82' |
| HV               | 4  | Guram Kashia (c)      | 36'   |     |
| HV               | 3  | Lasha Dvali           |       |     |
| TV               | 20 | Anzor Mekvabishvili   | 83'   |     |
| TV               | 9  | Zuriko Davitashvili   |       | 62' |
| TV               | 6  | Giorgi Kochorashvili  | 90+5' |     |
| TV               | 21 | Giorgi Tsitaishvili   |       | 62' |
| TV               | 2  | Otar Kakabadze        |       |     |
| TĐ               | 22 | Georges Mikautadze    |       | 88' |
| TĐ               | 7  | Khvicha Kvaratskhelia |       | 82' |
| Thay người:      |    |                       |       |     |
| TV               | 10 | Giorgi Chakvetadze    |       | 62' |
| HV               | 14 | Luka Lochoshvili      |       | 62' |
| TV               | 23 | Saba Lobzhanidze      |       | 82' |
| HV               | 15 | Giorgi Gvelesiani     | 82'   | 82' |
| TĐ               | 11 | Giorgi Kvilitaia      |       | 88' |
| Huấn luyện viên: |    |                       |       |     |
| Willy Sagnol     |    |                       |       |     |

| TM               | 1  | Jindřich Staněk  |     |     |
| HV               | 3  | Tomáš Holeš      | 53' |     |
| HV               | 4  | Robin Hranáč     |     |     |
| HV               | 18 | Ladislav Krejčí  |     |     |
| TV               | 14 | Lukáš Provod     | 40' | 81' |
| TV               | 22 | Tomáš Souček (c) | 81' |     |
| TV               | 5  | Vladimír Coufal  | 18' |     |
| TV               | 15 | David Jurásek    | 47' | 81' |
| TĐ               | 17 | Václav Černý     |     | 55' |
| TĐ               | 10 | Patrik Schick    |     | 68' |
| TĐ               | 9  | Adam Hložek      |     | 55' |
| Thay người:      |    |                  |     |     |
| TV               | 26 | Matěj Jurásek    |     | 55' |
| TV               | 20 | Ondřej Lingr     |     | 55' |
| TĐ               | 13 | Mojmír Chytil    |     | 68' |
| TV               | 7  | Antonín Barák    |     | 81' |
| TV               | 8  | Petr Ševčík      |     | 81' |
| Huấn luyện viên: |    |                  |     |     |
| Ivan Hašek       |    |                  |     |     |

| Cầu thủ xuất sắc nhất trận: Giorgi Mamardashvili (Gruzia) Trợ lý trọng tài: Jan Seidel (Đức) Rafael Foltyn (Đức) Trọng tài bàn: Irfan Peljto (Bosna và Hercegovina) Trọng tài dự phòng: Senad Ibrišimbegović (Bosna và Hercegovina) Trợ lý trọng tài video: Marco Fritz (Đức) Trợ lý tổ trợ lý trọng tài video: David Coote (Anh) Pol van Boekel (Hà Lan) |

### Thổ Nhĩ Kỳ vs Bồ Đào Nha
| Thổ Nhĩ Kỳ | 0–3      | Bồ Đào Nha                                          |
| ---------- | -------- | --------------------------------------------------- |
|            | Chi tiết | - B. Silva 21' - Akaydin 28' (l.n.) - Fernandes 56' |

| Thổ Nhĩ Kỳ | Bồ Đào Nha |

| TM                | 12 | Altay Bayındır       |     |     |
| HV                | 2  | Zeki Çelik           | 42' |     |
| HV                | 4  | Samet Akaydin        | 42' | 75' |
| HV                | 14 | Abdülkerim Bardakcı  | 25' |     |
| HV                | 20 | Ferdi Kadıoğlu       |     |     |
| TV                | 10 | Hakan Çalhanoğlu (c) |     |     |
| TV                | 6  | Orkun Kökçü          |     | 46' |
| TV                | 22 | Kaan Ayhan           |     | 58' |
| TĐ                | 25 | Yunus Akgün          |     | 70' |
| TĐ                | 21 | Barış Alper Yılmaz   |     |     |
| TĐ                | 7  | Kerem Aktürkoğlu     |     | 58' |
| Thay người:       |    |                      |     |     |
| TĐ                | 11 | Yusuf Yazici         |     | 46' |
| TV                | 16 | Ismail Yuksek        |     | 58' |
| TĐ                | 19 | Kenan Yildiz         |     | 58' |
| TV                | 8  | Arda Guler           |     | 70' |
| HV                | 3  | Merih Demiral        |     | 75' |
| Huấn luyện viên:  |    |                      |     |     |
| Vincenzo Montella |    |                      |     |     |

| TM               | 22 | Diogo Costa           |     |     |
| HV               | 20 | João Cancelo          |     | 68' |
| HV               | 4  | Rúben Dias            |     |     |
| HV               | 3  | Pepe                  |     | 83' |
| HV               | 19 | Nuno Mendes           |     |     |
| TV               | 23 | Vitinha               |     | 88' |
| TV               | 6  | João Palhinha         | 45' | 46' |
| TV               | 8  | Bruno Fernandes       |     |     |
| TĐ               | 10 | Bernardo Silva        |     |     |
| TĐ               | 7  | Cristiano Ronaldo (c) |     |     |
| TĐ               | 17 | Rafael Leão           | 39' | 46' |
| Thay người:      |    |                       |     |     |
| TV               | 18 | Ruben Neves           |     | 46' |
| TĐ               | 25 | Pedro Neto            |     | 46' |
| HV               | 2  | Nelson Semedo         |     | 68' |
| HV               | 24 | António Silva         |     | 83' |
| TV               | 15 | João Neves            |     | 88' |
| Huấn luyện viên: |    |                       |     |     |
| Roberto Martínez |    |                       |     |     |

| Cầu thủ xuất sắc nhất trận: Bernardo Silva (Bồ Đào Nha) Trợ lý trọng tài: Stefan Lupp (Đức) Marco Achmüller (Đức) Trọng tài bàn: Jesús Gil Manzano (Tây Ban Nha) Trọng tài dự phòng: Diego Barbero Sevilla (Tây Ban Nha) Trợ lý trọng tài video: Bastian Dankert (Đức) Trợ lý tổ trợ lý trọng tài video: Christian Dingert (Anh) Rob Dieperink (Hà Lan) |

### Gruzia vs Bồ Đào Nha
| Gruzia                                      | 2–0      | Bồ Đào Nha |
| ------------------------------------------- | -------- | ---------- |
| - Kvaratskhelia 2' - Mikautadze 57' (ph.đ.) | Chi tiết |            |

| Gruzia | Bồ Đào Nha |

| TM               | 25 | Giorgi Mamardashvili  |     |     |
| HV               | 15 | Giorgi Gvelesiani     |     | 76' |
| HV               | 4  | Guram Kashia (c)      |     |     |
| HV               | 14 | Luka Lochoshvili      |     | 63' |
| HV               | 2  | Otar Kakabadze        |     |     |
| HV               | 3  | Lasha Dvali           |     |     |
| TV               | 10 | Giorgi Chakvetadze    |     | 81' |
| TV               | 6  | Giorgi Kochorashvili  |     |     |
| TV               | 17 | Otar Kiteishvili      |     |     |
| TĐ               | 22 | Georges Mikautadze    |     |     |
| TĐ               | 7  | Khvicha Kvaratskhelia |     | 81' |
| Thay người:      |    |                       |     |     |
| TV               | 21 | Giorgi Tsitaishvili   |     | 63' |
| HV               | 5  | Solomon Kvirkvelia    |     | 76' |
| TV               | 20 | Anzor Mekvabishvili   | 85' | 81' |
| TV               | 9  | Zuriko Davitashvili   |     | 81' |
| Huấn luyện viên: |    |                       |     |     |
| Willy Sagnol     |    |                       |     |     |

| TM               | 22 | Diogo Costa           |     |     |
| HV               | 24 | António Silva         |     | 46' |
| HV               | 13 | Danilo Pereira        |     |     |
| HV               | 14 | Gonçalo Inácio        |     |     |
| TV               | 15 | João Neves            |     | 75' |
| TV               | 6  | João Palhinha         |     | 46' |
| TV               | 5  | Diogo Dalot           |     |     |
| TV               | 26 | Francisco Conceição   |     |     |
| TV               | 25 | Pedro Neto            | 44' | 75' |
| TĐ               | 7  | Cristiano Ronaldo (c) | 28' | 66' |
| TĐ               | 11 | João Félix            |     |     |
| Thay người:      |    |                       |     |     |
| TV               | 18 | Rúben Neves           | 53' | 46' |
| TĐ               | 9  | Gonçalo Ramos         |     | 66' |
| HV               | 2  | Nélson Semedo         |     | 66' |
| TĐ               | 21 | Diogo Jota            |     | 75' |
| TV               | 16 | Matheus Nunes         |     | 75' |
| Huấn luyện viên: |    |                       |     |     |
| Roberto Martínez |    |                       |     |     |

| Cầu thủ xuất sắc nhất trận: Khvicha Kvaratskhelia (Gruzia) Trợ lý trọng tài: Stefan Lupp (Đức) Bekim Zogaj (Thụy Sĩ) Trọng tài bàn: Mykola Balakin (Ukraina) Trọng tài dự phòng: Oleksandr Berkut (Ukraina) Trợ lý trọng tài video: Fedayi San (Thụy Sĩ) Trợ lý tổ trợ lý trọng tài video: Willy Delajod (Pháp) Jérôme Brisard (Pháp) |

### Cộng hòa Séc vs Thổ Nhĩ Kỳ
| Cộng hòa Séc | 1–2      | Thổ Nhĩ Kỳ                     |
| ------------ | -------- | ------------------------------ |
| - Souček 66' | Chi tiết | - Çalhanoğlu 51' - Tosun 90+4' |

| Cộng hòa Séc | Thổ Nhĩ Kỳ |

| TM               | 1  | Jindřich Staněk  |         | 55' |
| HV               | 3  | Tomáš Holeš      |         |     |
| HV               | 4  | Robin Hranáč     |         |     |
| HV               | 18 | Ladislav Krejčí  | 90+1'   |     |
| TV               | 5  | Vladimír Coufal  |         |     |
| TV               | 22 | Tomáš Souček (c) | 90+8'   |     |
| TV               | 14 | Lukáš Provod     |         | 75' |
| TV               | 15 | David Jurásek    |         | 81' |
| TV               | 7  | Antonín Barák    | 11' 20' |     |
| TĐ               | 13 | Mojmír Chytil    |         | 55' |
| TĐ               | 9  | Adam Hložek      |         | 55' |
| Thay người:      |    |                  |         |     |
| TM               | 16 | Matěj Kovář      |         | 55' |
| TĐ               | 19 | Tomáš Chorý      | 90+8'   | 55' |
| TĐ               | 11 | Jan Kuchta       |         | 55' |
| TV               | 20 | Ondřej Lingr     |         | 75' |
| TV               | 26 | Matěj Jurásek    |         | 81' |
| Thẻ phạt khác:   |    |                  |         |     |
| TĐ               | 10 | Patrik Schick    | 34'     |     |
| TM               | 23 | Vítězslav Jaroš  | 84'     |     |
| TV               | 21 | Lukáš Červ       | 85'     |     |
| Huấn luyện viên: |    |                  |         |     |
| Ivan Hašek       |    |                  |         |     |

| TM                | 1  | Mert Günok           | 64'   |     |
| HV                | 18 | Mert Müldür          | 80'   |     |
| HV                | 4  | Samet Akaydin        | 85'   |     |
| HV                | 3  | Merih Demiral        |       |     |
| HV                | 20 | Ferdi Kadıoğlu       |       |     |
| TV                | 16 | İsmail Yüksek        | 49'   | 63' |
| TV                | 15 | Salih Özcan          | 31'   | 46' |
| TV                | 8  | Arda Güler           | 90+8' | 75' |
| TV                | 10 | Hakan Çalhanoğlu (c) | 66'   | 87' |
| TV                | 19 | Kenan Yıldız         | 37'   | 75' |
| TĐ                | 21 | Barış Alper Yılmaz   |       |     |
| Thay người:       |    |                      |       |     |
| TV                | 22 | Kaan Ayhan           | 90+5' | 46' |
| TV                | 5  | Okay Yokuşlu         |       | 63' |
| TĐ                | 7  | Kerem Aktürkoğlu     |       | 75' |
| TĐ                | 9  | Cenk Tosun           |       | 75' |
| TV                | 6  | Orkun Kökçü          | 90+5' | 87' |
| Thẻ phạt khác:    |    |                      |       |     |
| TM                | 23 | Uğurcan Çakır        | 68'   |     |
| Huấn luyện viên:  |    |                      |       |     |
| Vincenzo Montella |    |                      |       |     |

| Cầu thủ xuất sắc nhất trận: Baris Alper Yilmaz (Thổ Nhĩ Kỳ) Trợ lý trọng tài: Vasile Marinescu (România) Mihai Ovidiu Artene (România) Trọng tài bàn: Espen Eskås (Na Uy) Trọng tài dự phòng: Jan Erik Engan (Na Uy) Trợ lý trọng tài video: Tomasz Kwiatkowski (Ba Lan) Trợ lý tổ trợ lý trọng tài video: Bartosz Frankowski (Ba Lan) Pol van Boekel (Hà Lan) |

## Kỷ luật
Điểm fair play sẽ được sử dụng làm tiêu chí xếp hạng nếu thành tích đối đầu và tổng điểm của các đội bằng nhau (và nếu loạt sút luân lưu không được áp dụng làm tiêu chí xếp hạng). Chúng được tính dựa trên số thẻ vàng và thẻ đỏ mà các đội nhận được trong tất cả các trận đấu vòng bảng như sau:
- thẻ vàng = 1 điểm
- thẻ đỏ do hai thẻ vàng = 3 điểm
- thẻ đỏ trực tiếp = 3 điểm
- thẻ vàng tiếp theo là thẻ đỏ trực tiếp = 4 điểm

Chỉ có một trong các khoản khấu trừ trên được áp dụng cho một cầu thủ trong một trận đấu.
| Đội tuyển    | Trận 1   | Trận 1                                    | Trận 1 | Trận 1            | Trận 2   | Trận 2                                    | Trận 2 | Trận 2            | Trận 3   | Trận 3                                    | Trận 3 | Trận 3            | Điểm |
| Đội tuyển    | Thẻ vàng | Thẻ vàng · Thẻ vàng-đỏ (thẻ đỏ gián tiếp) | Thẻ đỏ | Thẻ vàng · Thẻ đỏ | Thẻ vàng | Thẻ vàng · Thẻ vàng-đỏ (thẻ đỏ gián tiếp) | Thẻ đỏ | Thẻ vàng · Thẻ đỏ | Thẻ vàng | Thẻ vàng · Thẻ vàng-đỏ (thẻ đỏ gián tiếp) | Thẻ đỏ | Thẻ vàng · Thẻ đỏ | Điểm |
| ------------ | -------- | ----------------------------------------- | ------ | ----------------- | -------- | ----------------------------------------- | ------ | ----------------- | -------- | ----------------------------------------- | ------ | ----------------- | ---- |
| Gruzia       | 1        |                                           |        |                   | 4        |                                           |        |                   | 1        |                                           |        |                   | −6   |
| Bồ Đào Nha   | 2        |                                           |        |                   | 2        |                                           |        |                   | 3        |                                           |        |                   | −7   |
| Cộng hòa Séc | 1        |                                           |        |                   | 5        |                                           |        |                   | 5        | 1                                         | 1      |                   | −17  |
| Thổ Nhĩ Kỳ   | 2        |                                           |        |                   | 3        |                                           |        |                   | 12       |                                           |        |                   | −17  |

1. ↑  Tính cả một thẻ từ nhân viên kỹ thuật của đội tuyển.